# Tocoyena speciosa
Tocoyena speciosa är en måreväxtart som beskrevs av Louis Claude Marie Richard. Tocoyena speciosa ingår i släktet Tocoyena och familjen måreväxter. Inga underarter finns listade i Catalogue of Life.